# Hôtel des Réservoirs
L'hôtel des Réservoirs est un hôtel particulier situé au 7-9, rue des Réservoirs, dans le Quartier Notre-Dame à Versailles (Yvelines), en France.
Les réservoirs du parc de Versailles sont contigus au bâtiment.
Construit en 1751 par l'architecte Jean Cailleteau (« Lassurance ») pour Madame de Pompadour, l'hôtel communiquait avec le château de Versailles par un couloir couvert.
Dans les années 1870, avec l'hôtel voisin du Garde-Meuble, il est transformé en hôtel de prestige. Au début du XXe siècle, le bâtiment est agrandi et comporte désormais quatre étages au lieu d'un seul à l'origine.
En 1934, l'État le rachète. Il accueille actuellement l'unité départementale de l’architecture et du patrimoine (UDAP) des Yvelines et des logements de fonction,. Depuis 2006, l'hôtel des Réservoirs accueille l'École européenne d'intelligence économique (EEIE).
Depuis le 6 mars 1936, l'hôtel est classé au titre des monuments historiques.

## Historique
François Francine, fontainier du roi, avait construit en 1665 une grotte avec des jeux d'eau, la grotte de Téthys, surmontée d'un réservoir. Pour alimenter ce réservoir, fut construit non loin, dans la rue en contrebas, la rue des Réservoirs, une tour octogonale abritant une puissante pompe hydraulique, dite « La Pompe » ou la « Tour d'eau » au-dessus d'un puisard. La grotte fut détruite quelques années plus tard, en 1686 pour laisser la place à la chapelle du château. Le système des étangs pour l'alimentation des bassins venait d'être mis en marche à cette période, rendant cette pompe inutile. Elle fut supprimée et la tour détruite et c'est à cet emplacement laissé libre que l'hôtel de Mme de Pompadour fut construit en 1751.
À la mort de Madame de Pompadour, son frère le revend au Roi et en 1765, l'hôtel devint la résidence du gouverneur de Versailles et prit donc le nom d'hôtel du Gouvernement,.
Il fut vendu comme bien national le 9 avril 1794, racheté par un marchand de tissus et fut alors loué à un aubergiste-traiteur du nom de Raimbault.
Au cours du XIXe siècle, le bâtiment abrita un des restaurants les plus réputés de Versailles.
Le 30 juin 1836, le propriétaire de l'hôtel des Réservoirs signala des suintements importants d'eau des parois du réservoir et prévint l'architecte des eaux du château. On essaya alors de retirer le maximum d'eau du réservoir d'une capacité de 50 000 pieds-cubes et dominant la rue sur plus de 40 pieds. Mais le mur céda avant, noyant les cours intérieures de l'hôtel et se déversant dans la rue, transformée alors pendant plusieurs minutes en « cascade» .
En 1875, Eugène Grosseuvre, locataire du bâtiment depuis 1856 en fit le « Grand Hôtel des Réservoirs » en lui rattachant une partie de l'hôtel voisin du Garde-Meuble. L'établissement va devenir huppé et plusieurs personnalités y séjourneront dont le prince de Galles et futur Édouard VII, Zola ou Proust, qui y séjournera quelques mois. Louis d'Orléans (1814–1896), fils du roi Louis-Philippe et seizième duc de Nemours, est mort dans l'hôtel des Réservoirs le 26 juin 1896.
Le bâtiment sera surélevé de deux étages aux débuts du XXe siècle. C'est dans ses murs que fut logée la délégation allemande qui signa le traité de Versailles en 1919.
En 1920 y a lieu le bal annuel de l'École spéciale militaire de Saint-Cyr, où Charles de Gaulle y convie Yvonne Vendroux et son frère Jacques, qui fait office de chaperon. Cette soirée la marque, puisque, de retour chez elle, la jeune fille lance à ses parents : « Ce sera lui ou personne ! ».

## Photos

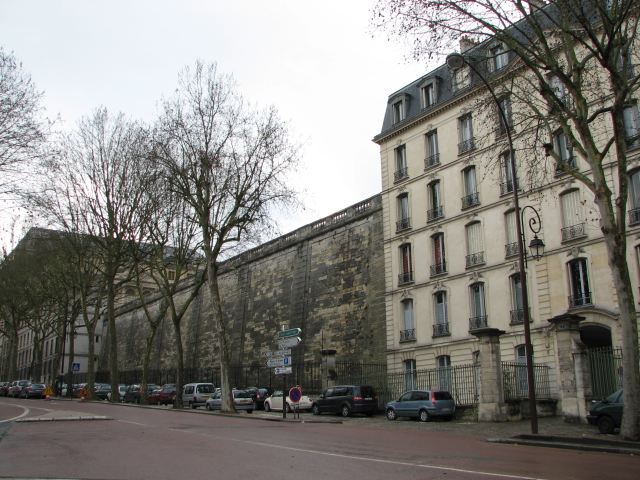
Les réservoirs du château vue depuis la rue éponyme et auxquels est adossé l'hôtel.
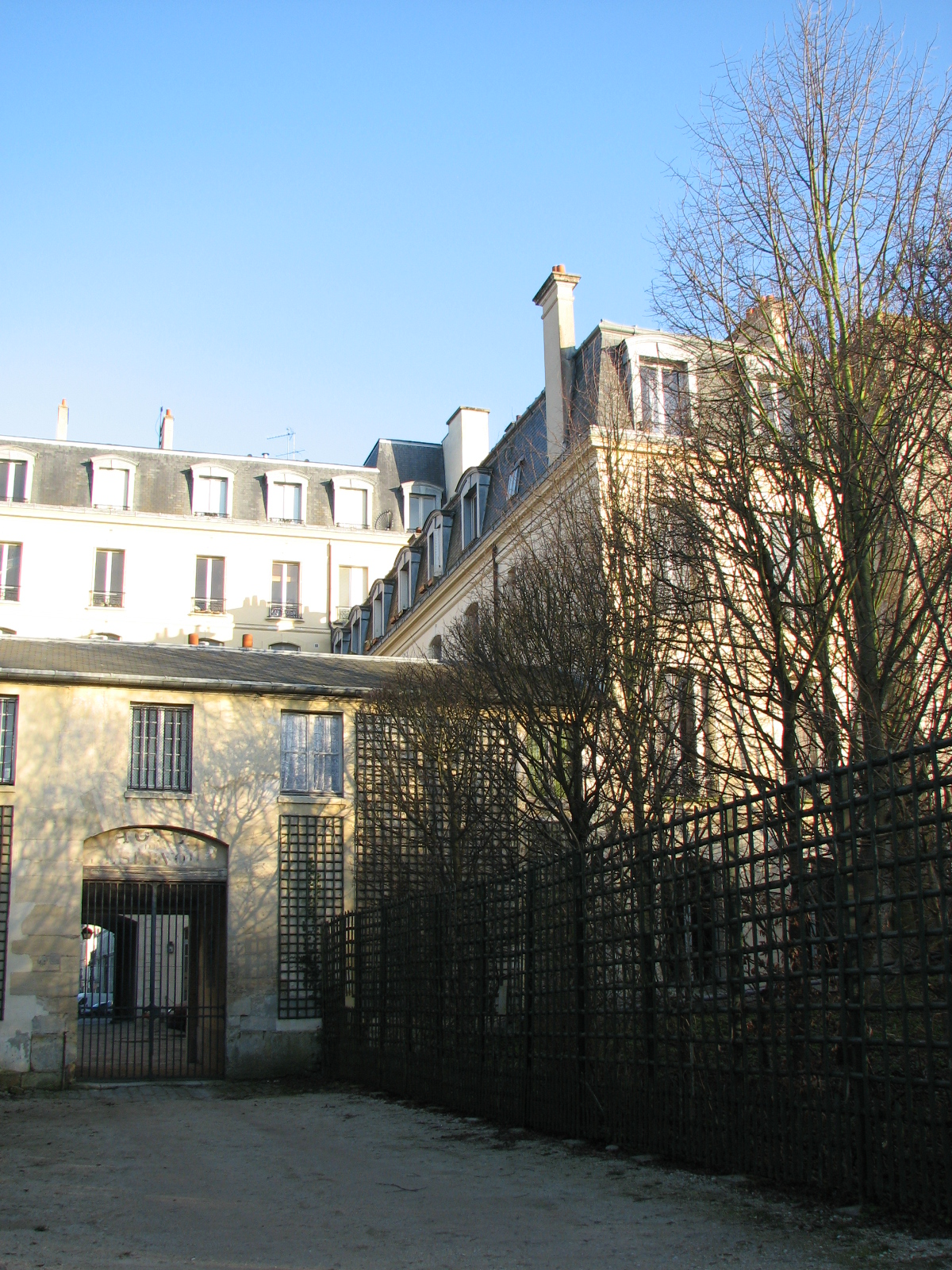
L'hôtel des Réservoirs vu depuis le parc du château.
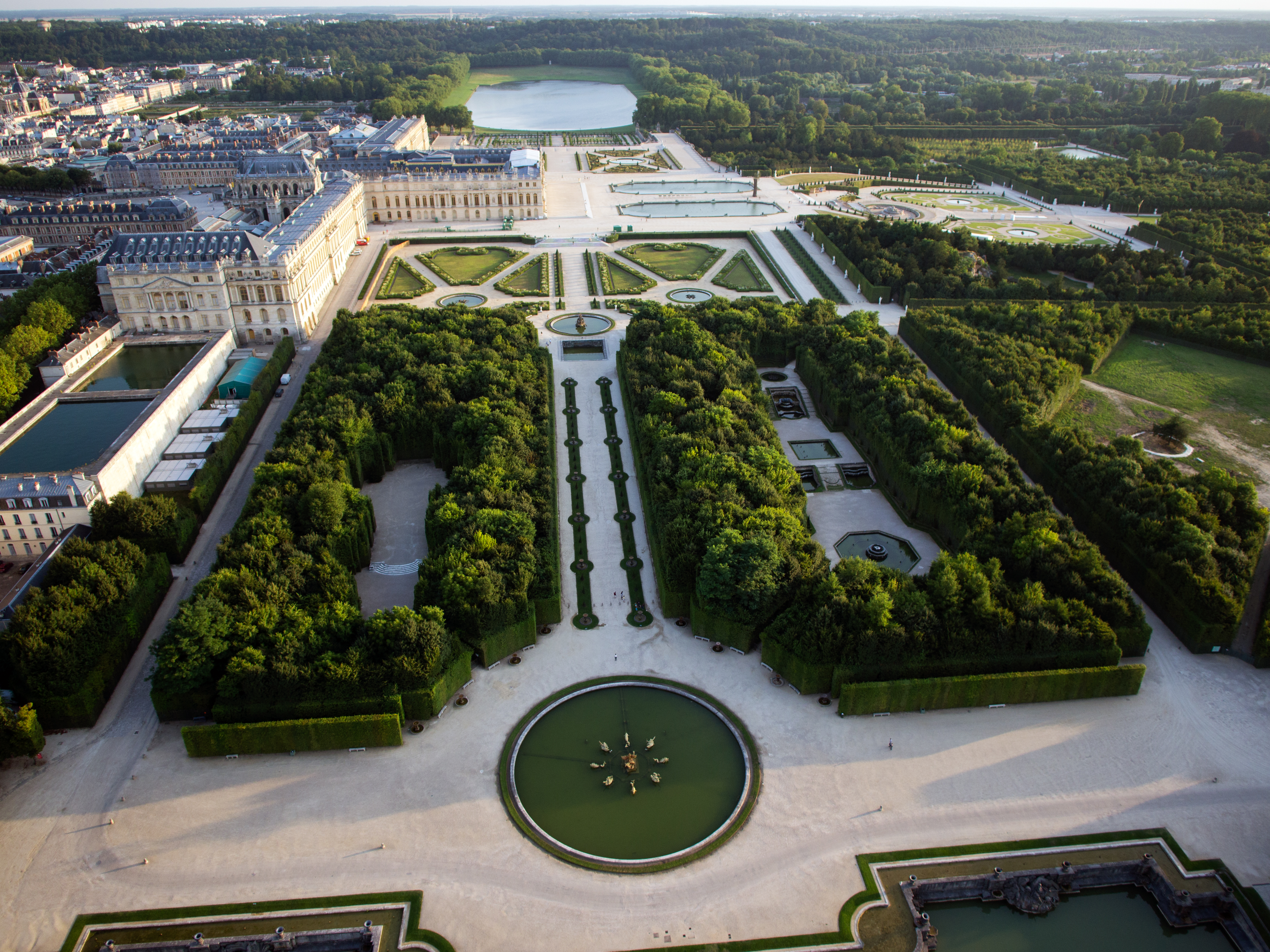
L'hôtel des Réservoirs, en bas à gauche, adossé aux réservoirs du parc de Versailles.
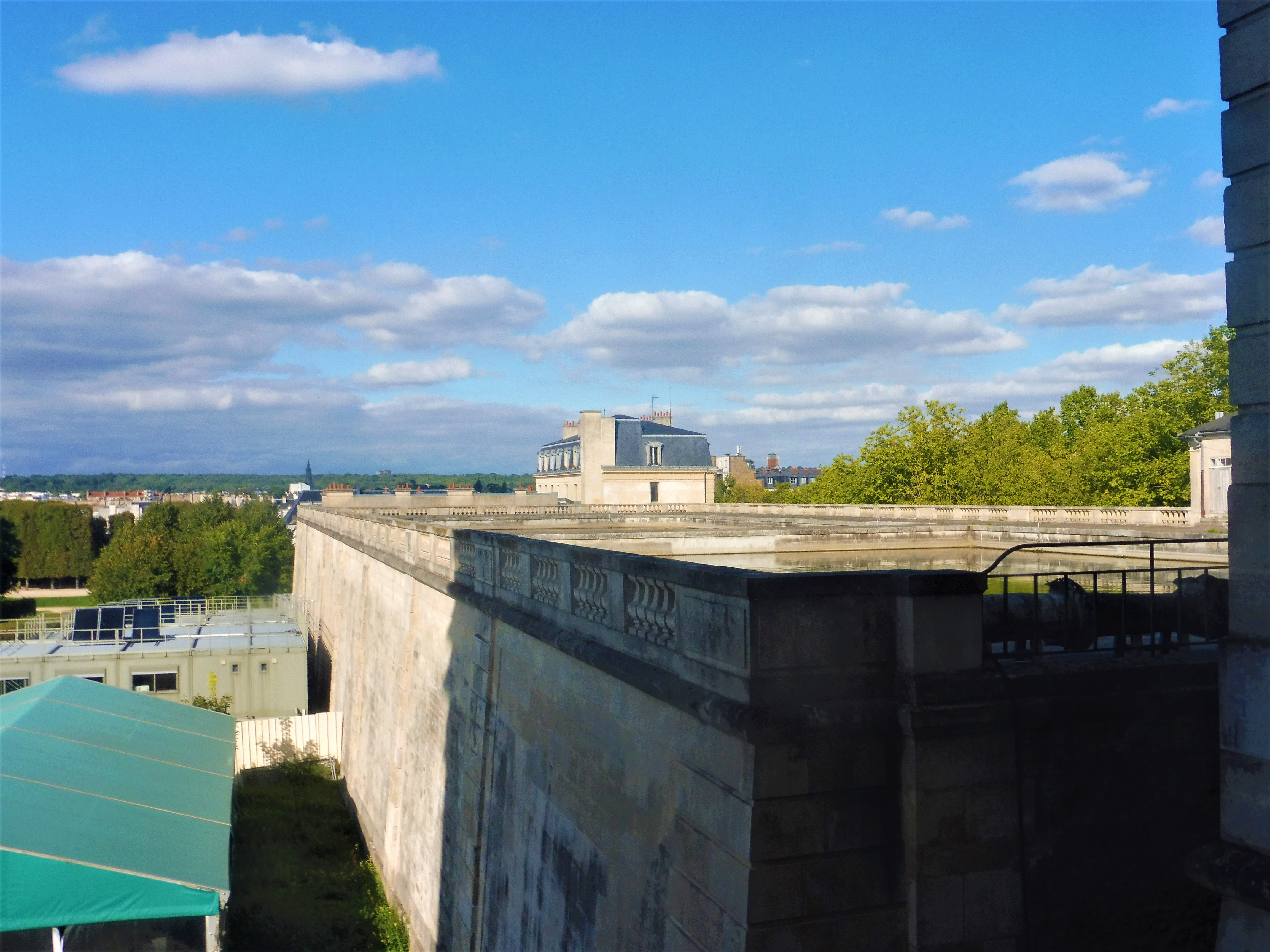
Les réservoirs vus des coulisses de l'Opéra royal.